# Ø.K. i fem verdensdele
Ø.K. i fem verdensdele er en film instrueret af Hans Christensen og Ole Roos.

## Handling
I fem verdensdele beskrives ØK's forskellige aktiviteter: Tilskueren præsenteres for ØK's vidtforgrenede aktiviteter, arbejdsmetoder, samarbejdsformer og nyudviklinger. Jubilæumsfilm.